# スバルテクニカインターナショナル
スバルテクニカインターナショナル株式会社（SUBARU TECNICA INTERNATIONAL INC.、略称STI）は、SUBARU（旧・富士重工業）の連結子会社である。モータースポーツへの参画やパーツ開発・販売なども担当する。

## 会社概要
所在地はSUBARUの東京事業所内。レースへの参加、パーツ開発および販売、エンジンチューニングが主な業務である。
設立当時の活動の場が日本、イタリア、イギリスだったため、日本語、イタリア語、英語の会社名となっている。製品名には以前、小文字のiの「STi」の表記を行っていたが、2005年4月25日から会社の略称と同じ「STI」に統一された。過去に富士重工業で製造されていたスクーター「ラビット」のペットマークをあしらったステッカーや、現行の六連星エンブレムも販売している。また、「安全性と機能性への追及」という車造りと共通の観点からSTIマークとシリアルナンバーが入った子供用ランドセルが限定で発売されたこともある。
代表取締役社長は賚寛海（タモウ ヒロミ）（2024年4月1日 - ）。
STIの主格を担う「Sシリーズ」（後述）はレガシィS401から取締役商品企画部長であった伊藤健（初代レガシィ、初代・2代目インプレッサの開発者）が指揮を取ってきた。また車両の開発責任者として富士重工業からSTI車両実験部に辰己英治が転籍している。伊藤健は、STIについて「BMWにおけるBMW M社のような位置づけ」になることが目標であると語っている。

## モータースポーツ
スバルでサファリラリー参戦などのモータースポーツ活動に係わっていた久世隆一郎が代表となり、1988年4月2日に発足。当時のスタッフはわずか5名。1989年に発表されたレガシィのプロモーション活動として、10万km世界速度記録挑戦を企画運営したのが最初の大仕事だった。
1989年2月、イタリアのミラノに海外拠点スバルテクニカヨーロッパ（STE）を設立。1983年のサファリラリーで5位入賞した高岡祥郎が代表に就任し、エンジンビルダーのモトーリ・モデルニと提携して水平対向12気筒を開発。1990年にはコローニに搭載してF1に参戦したが、半年で撤退する失敗に終わる。
1989年12月にはレガシィRSタイプRAのエンジンやECUの調整を担当し、のちにSTIバージョンとして発展していく。
1990年にはイギリスのプロドライブと提携して世界ラリー選手権（WRC）への参戦をスタート。当時現役最多勝を挙げていた「無冠の帝王」マルク・アレンと契約し、レガシィRSの開発を進める。1993年はブリティッシュ・アメリカン・タバコのブランド「ステートエクスプレス555」のスポンサードを獲得し、ニュージーランドにてコリン・マクレーがスバルのWRC初勝利を獲得。続けて新車インプレッサを投入し、1995年〜1997年にマニュファクチャラー部門3年連続チャンピオンを獲得。欧米における"スバル"ブランドの浸透に貢献した。
1997年のワールドラリーカー（WRカー）規定導入に伴いインプレッサWRCを開発したが、2000年代は欧州車の巻き返しによりマニュファクチャラーズタイトルを獲得できず、2005年のラリーGBでペター・ソルベルグが挙げたメーカー47勝目を最後に勝利から遠ざかる。2008年シーズン終了後、本社業績悪化の影響によりWRCから撤退した。ただし、プロダクション部門（PWRC、2013年よりWRC2）のドライバー支援は継続しており、インターコンチネンタル・ラリー・チャレンジ（IRC）では2010年よりマニュファクチャラー登録を行なって参戦した。
また、R&D SPORTと提携し、2009年よりSUPER GTのGT300クラスにレガシィB4を投入。2012年よりBRZにスイッチした。
2008年から3代目インプレッサWRX STIでニュルブルクリンク24時間レースに参戦。いずれも完走し、2011年にSP3Tクラスでクラス優勝（総合21位）、翌2012年にも同クラスでクラス優勝（総合28位）、2連覇を果たした。2014年度からVA型WRX STIをベースとしたモデルで参戦。以降、2015年（総合18位）、2016年（総合20位）、2018年（総合62位）、2019年（総合19位）とクラス優勝を果たしている。

## STI仕様の車種の分類
STI仕様は大きく分けて、通常販売のカタロググレード（WRX STI、STi version、STI Sportなど）と、生産台数・受注期間限定の特別仕様車「Sシリーズ」や「tuned by STI = tS」などのコンプリートカーがある。また「tuned by STI」は2010年にグレード名を「tS」に略称して改名した。

## STI仕様の車種の一覧
以下の一覧を車種別にグレード名にて記載する。

### レガシィ

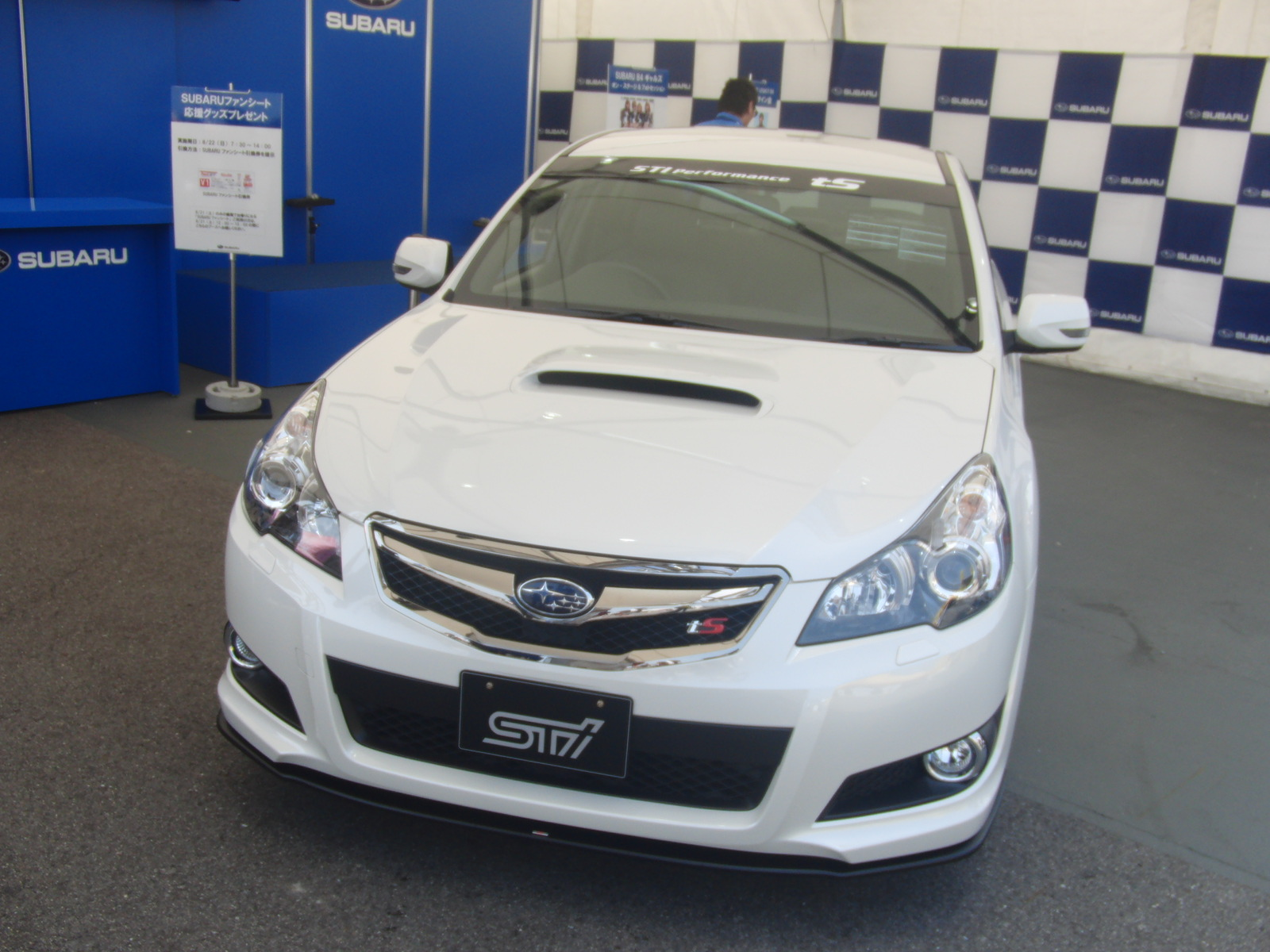
レガシィB4 tS

ツーリングワゴン STi
初代ツーリングワゴン「GT」をベース。
S401 STi version
2002年発売。400台限定。 3代目「B4 RSK」をベース。インプレッサWRX STi と同じく6MTを採用。
tuned by STI  （2005）
2005年発売。600台限定。4代目B4とツーリングワゴン「2.0GT Spec.B」をベース。5MTと5ATが選べる。
tuned by STI （2006）
2006年発売。600台限定。4代目B4、ツーリングワゴン「2.0GT Spec.B」 をベース。6MTと5ATが選べる。STIのコンプリートカーで初めてSI-DRIVEを採用。
tuned by STI （2007）
2007年発売。600台限定。4代目B4、ツーリングワゴン「2.0GT spec.B」をベース。6MTと5ATが選べる。STIのコンプリートカーで初めてキーレスアクセス＆プッシュスタートを採用。
S402
2008年発売。402台限定。4代目B4、ツーリングワゴン「spec.B」をベース。S402専用2.5Lターボエンジンを採用。6MTのみの設定。
tS（2010）
2010年6月8日発売。600台限定。5代目B4、ツーリングワゴン「2.5GT S Package」をベース。「tuned by STI 」から馴染みを持ってもらうためグレード名を「tS」に略称して改名。6MT・5ATとも同価格。ツーリングワゴンはエコカー減税対象車。
tS（2012）
2012年発売。300台限定。5代目B4、ツーリングワゴン「2.5i EyeSight S Package」をベース。コンプリートカーで初めてEyeSightを採用。トランスミッションはリニアトロニックCVTのみの設定。

### インプレッサ

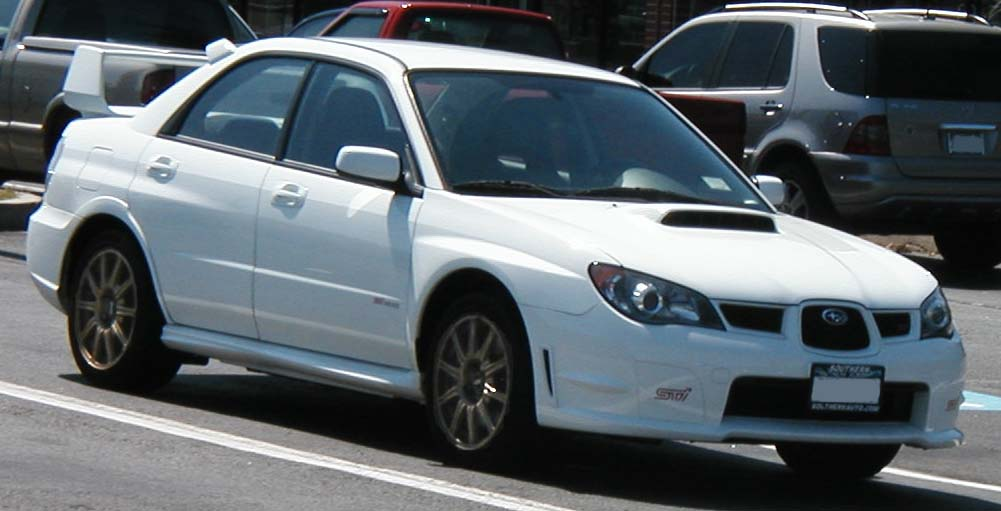
2006 インプレッサWRX STI

WRX STi S201 STi version
2000年発売。300台限定。
WRX STi S202 STi version
2002年発売。400台限定。
WRX STi S203
2004年発売。555台限定。
WRX STI S204
2006年発売。600台限定。
WRX STI R205
2010年発売。400台限定。「spec C 18インチ仕様」をベース。
WRX STI S206
2011年発売。300台限定。「ニュルブルクリンク24時間レース SP3Tクラス」の優勝を記念して、ドライカーボン製リアスポイラー（S206ロゴ入り）、カーボン製ルーフ、BBS製19インチ鍛造アルミホイール（ブラック塗装）を採用した「NBR CHALLENGE PACKAGE」を100台限定で発売。ボディカラーに「ライトニングレッド」を受注期間限定で発売。
WRX STi 22B STi version
1998年発売。400台限定。WRCのマニュファクチャラー部門を3年連続チャンピオンを記念して限定発売。
WRX STI spec C TYPE RA - R
2006年発売。300台限定。ボディカラーに「アストラルイエロー」を50台限定で発売。
WRX STI STI 20th ANNIVERSARY
2008年発売。300台限定。STI設立20周年を記念して発売。
WRX STI tS
2010年発売。400台限定。6MTと5AT（A-Line）から選択可能。コンプリートカーで初めてカーボン製ルーフを採用。
WRX STI tS TYPE RA
2013年発売。300台限定。「spec C 18インチ仕様」をベース。カーボン製リアスポイラー（STIロゴ入り）を採用した「NBR CHALLENGE PACKAGE」およびレカロ製バケットシートを追加装備した「NBR CHALLENGE PACKAGE [RECARO]」を200台限定で発売。ボディカラーに「タンジェリンオレンジパール」を受注期間限定で発売。
STI Sport
2020年10月8日発売。「STI Sport」第4弾。標準仕様と同じくリニアトロニックCVTのみの設定。フロントサスペンションにSTIチューニングSHOWA製メカ式減衰力可変ダンパーを採用。「STI Sport」で初のFF車を設定。外観をブラックパーツでコーディネートし、ボディカラーには専用色として「セラミックホワイト」「WRブルー・パール」「クールグレーカーキ」を設定。内装では本革巻ステアリングホイールやファブリック/トリコットシートなど随所にレッドステッチが施された。

### WRX

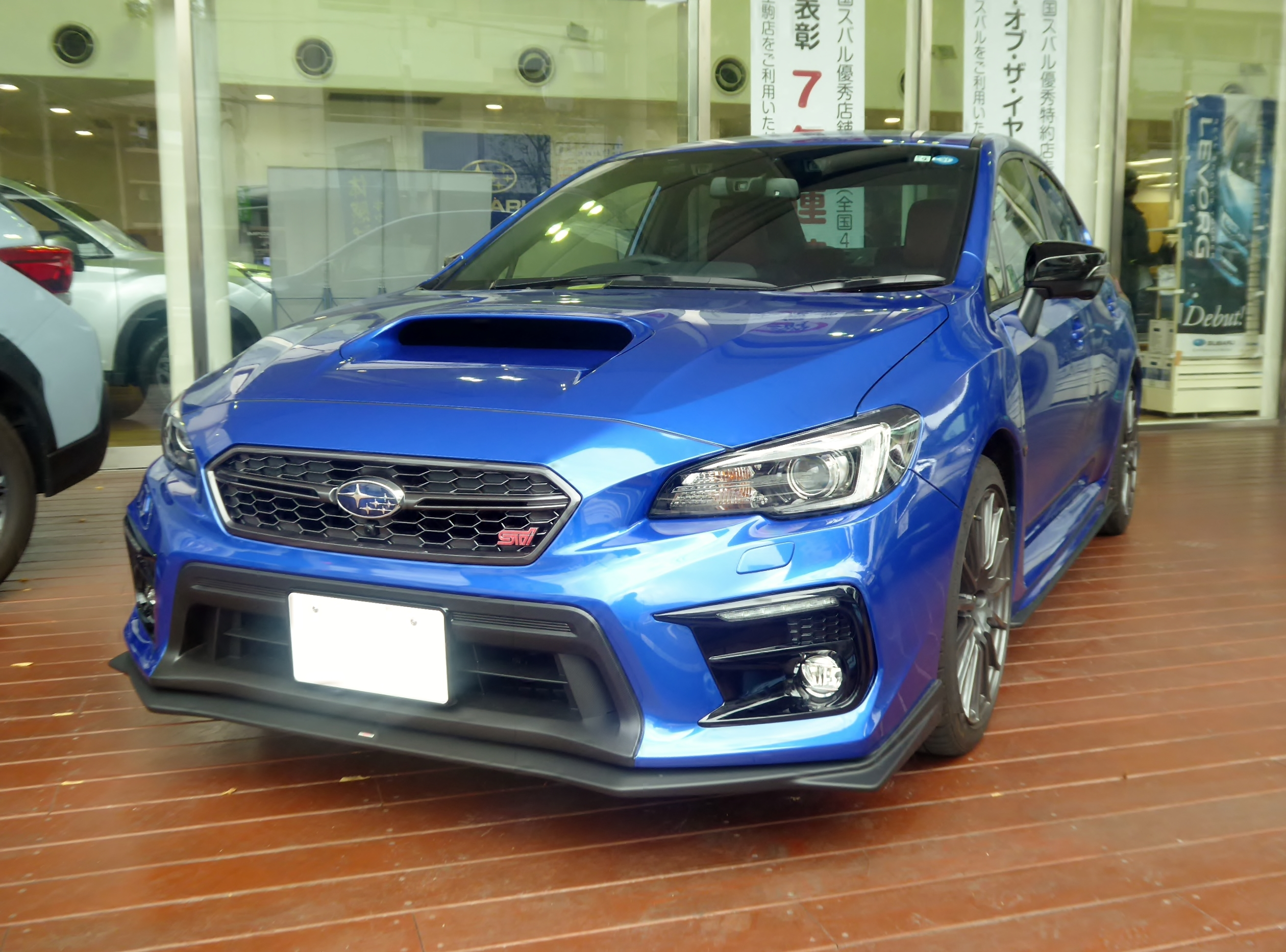
WRX S4 STI Sport

STI S207
2015年10月28日発売。400台限定。「WRX STI」をベース。国産車で初めてビルシュタイン製ダンパー「ダンプマチックII」を採用。ドライカーボン製リアスポイラー（S207ロゴ入り）、BBS製19インチ鍛造アルミホイール（ブラック塗装）を採用した「NBR CHALLENGE PACKAGE」を200台限定で発売。ボディカラーに「サンライズイエロー」を採用した「NBR CHALLENGE PACKAGE YELLOW EDITION」を100台限定で発売（受注期間2015年11月30日まで）。
S4 tS
2016年10月4日発表。「WRX S4 2.0GT-S EyeSight」をベース。トランスミッションはスポーツリニアトロニックのみの設定。上記のS207に準じた外装、内装を装備。また、S207と同じく、ドライカーボン製リアスポイラー（STIロゴ入り）、BBS製19インチ鍛造アルミホイール（ブラック塗装）を装備した「NBR CHALLENGE PACKAGE」も設定。台数限定の上限なしで、2017年3月12日までの受注期間限定で発売。
STI S208
2017年10月25日発表。450台限定（「標準仕様」WRブルー・パール、クリスタルホワイト・パール各50台、「NBR CHALLENGE PACKAGE」350台限定）。「WRX STI TYPE S」をベース。「標準仕様」に加え、ドライカーボン製ルーフにドライカーボン製トランクリップ、BBS製19インチ鍛造アルミホイール（ブラック塗装）を装備した「NBR CHALLENGE PACKAGE Carbon Trunk Lip」、ドライカーボン製ルーフにドライカーボン製リアスポイラー（S208ロゴ入り）、BBS製19インチ鍛造アルミホイール（ブラック塗装）を装備した「NBR CHALLENGE PACKAGE Carbon Rear Wing」の3グレードを設定。ボディカラーに「WRブルー・パール」「クリスタルホワイト・パール」に加え「NBR CHALLENGE PACKAGE」限定カラー「クールグレー・カーキ」の3色を設定。2017年11月12日までの受注期間限定で抽選販売となった。
STI TYPE RA-R
2018年7月19日発表・発売。500台限定。「STI設立30周年記念」特別仕様車。「WRX STI」（18インチ仕様）をベース。標準仕様比で約10kg、S207およびS208比で約30kg軽量化。S208と同じくBOXER仕様EJ20型バランスドエンジンを採用。S208と同じく最高出力329psを発揮。ボディカラーに「WRブルーパール」「クリスタルホワイトパール」「クリスタルブラックシリカ」「ピュアレッド」の4色を設定。2018年9月21日発売。上記のS207と同じく、ビルシュタイン製ダンパー「ダンプマチックII」に加え、ステアリングギアボックスの取付け剛性を高めるクランプスティフナー（左右）付電動パワーステアリングを採用。
S4 STI Sport
2018年9月21日発売。「STI Sport」第3弾。上記のS207と同じく、ビルシュタイン製ダンパー「ダンプマチックII」に加え、ステアリングギアボックスの取付け剛性を高めるクランプスティフナー（左右）付電動パワーステアリングを採用。
S4 STI Sport#
2020年7月6日発表。500台限定。「STI Sport」をベースに、STI製の専用パーツなどを装着するとともに、専用チューニングなどを施し、専用ボディカラーの「セラミックホワイト」も設定した特別仕様車。
S4 STI Sport R、STI Sport R EX
2021年11月25日発表・発売。ボルドー調本革シート等の専用の装備を追加。減衰力を走りに合わせて制御するZF製の電子制御可変ダンパーを採用。ドライブモードセレクトは「Sport」「Sport+」「Normal」「Comfort」、各デバイスの設定をカスタマイズできる「Individual」の5モードが設定される。

### フォレスター

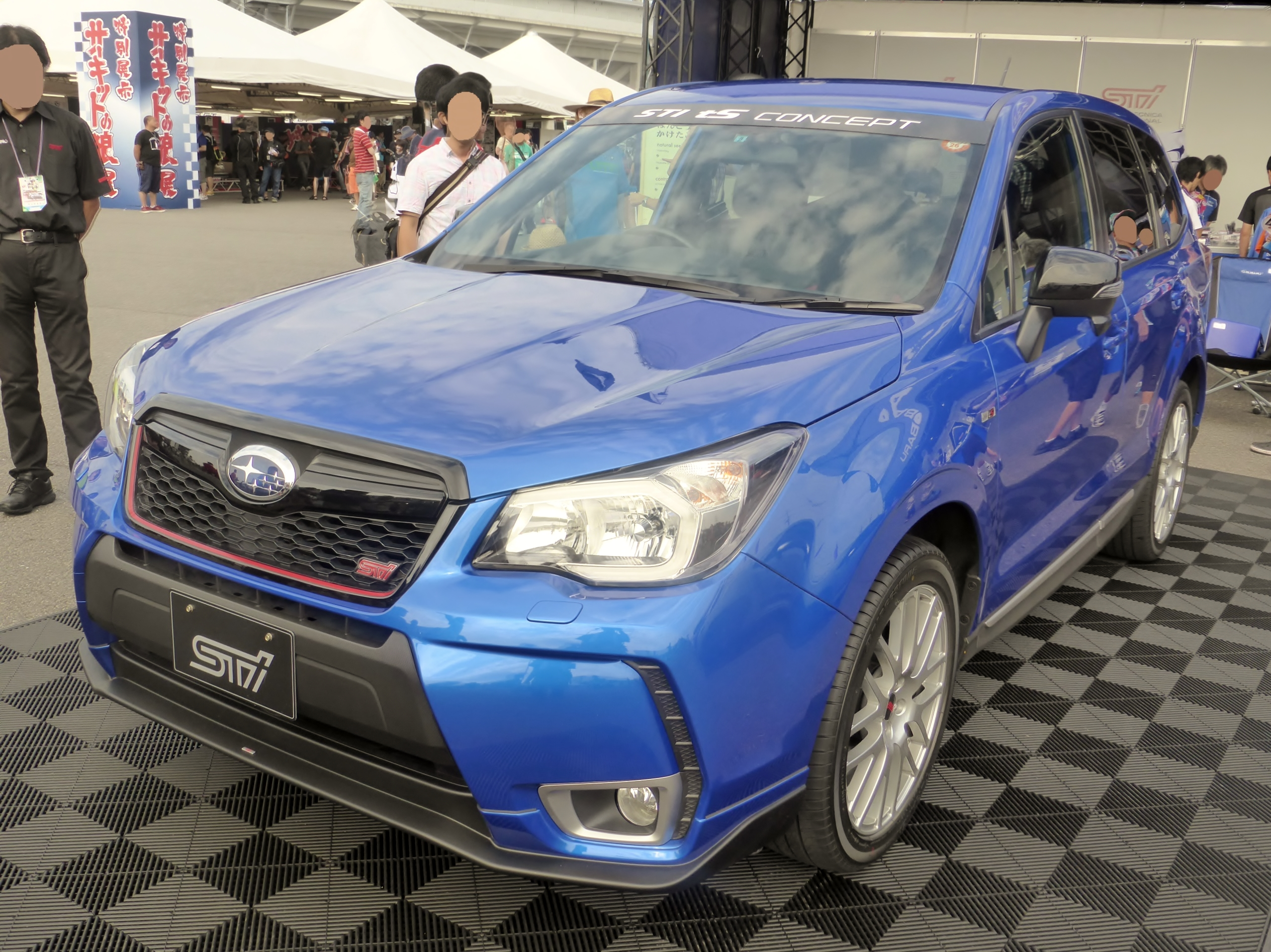
フォレスター tS

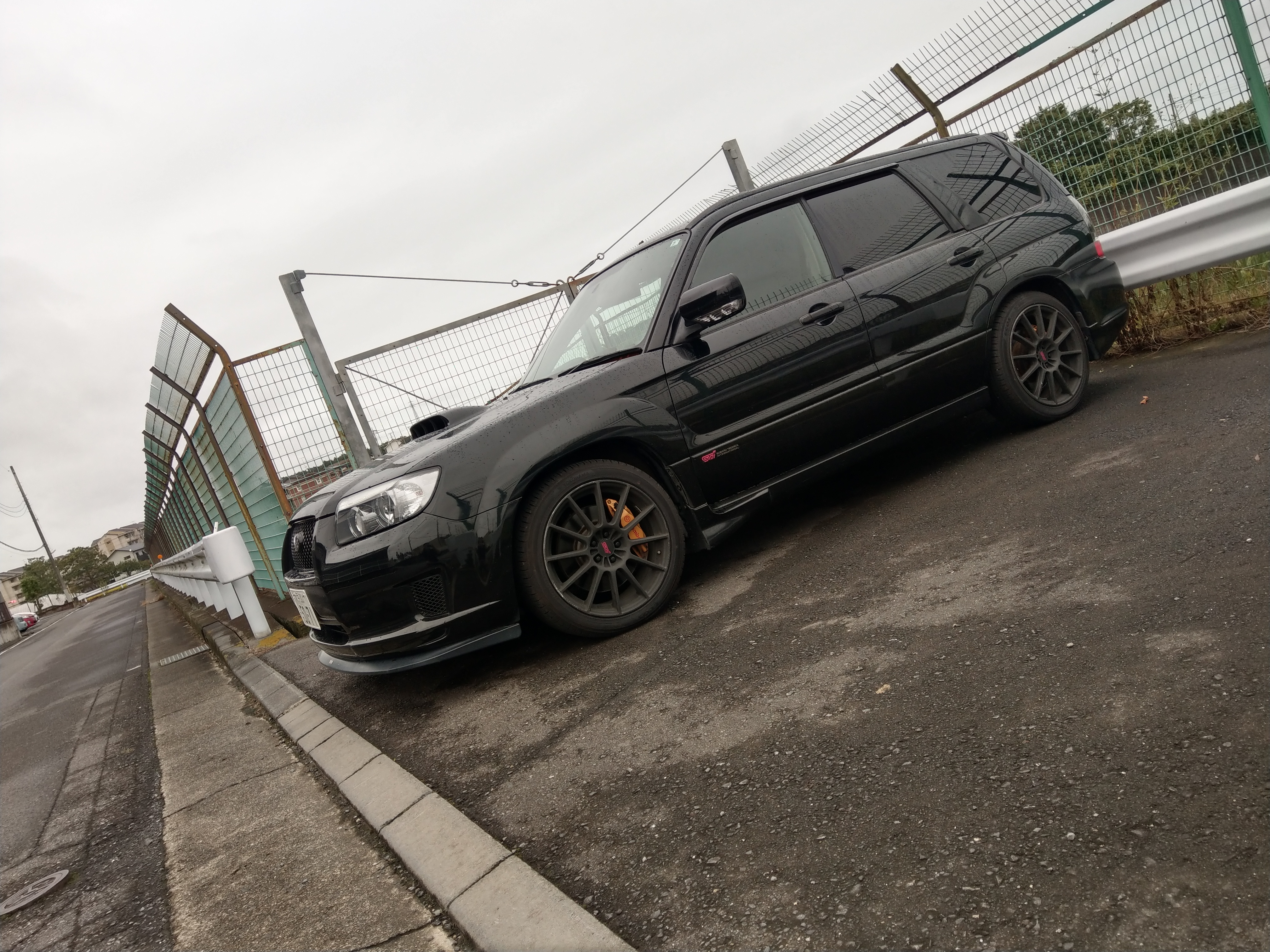
フォレスター STi version

STi II Type M
2001年発売。800台限定。5MTのみの設定。
STi version
2004年、2005年に発売。インプレッサWRX STiと同じく6MTを採用。
tS（2010）
2010年発売。300台限定。「S EDITION」をベース。5ATのみの設定。ボディカラーに「WRブルー・マイカ」を受注期間限定で発売。
tS（2014）
2014年発売。300台限定。「2.0XT EyeSight」をベース。ボディカラーに「WRブルー・マイカ」を受注期間限定で発売。コンプリートカーで初めて「直噴ターボDIT」搭載車を採用。トランスミッションはスポーツリニアトロニックのみの設定。

### エクシーガ

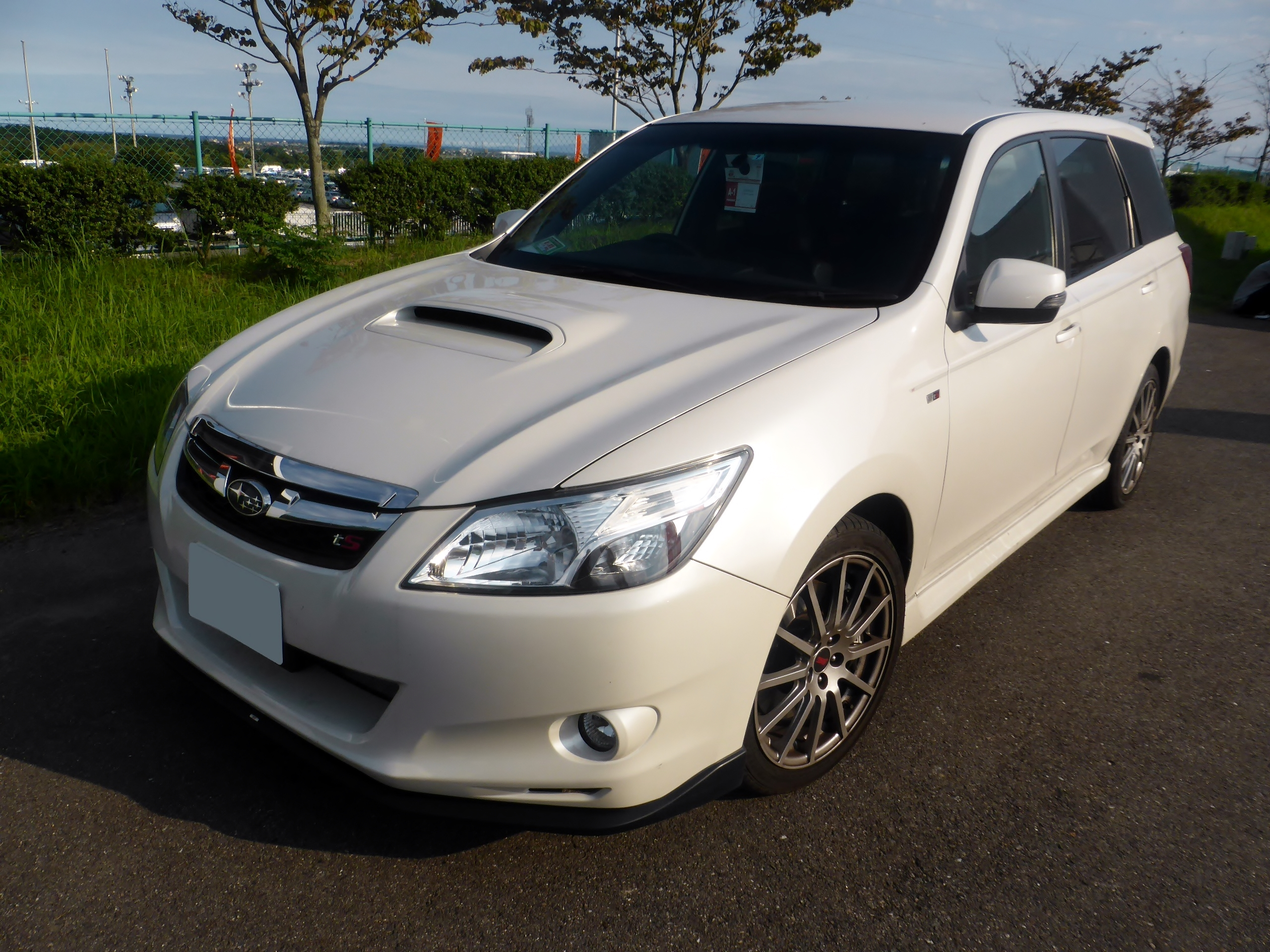
エクシーガ tS

tuned by STI
2009年発売。300台限定。
tS
2012年7月3日発売。300台限定。

### BRZ

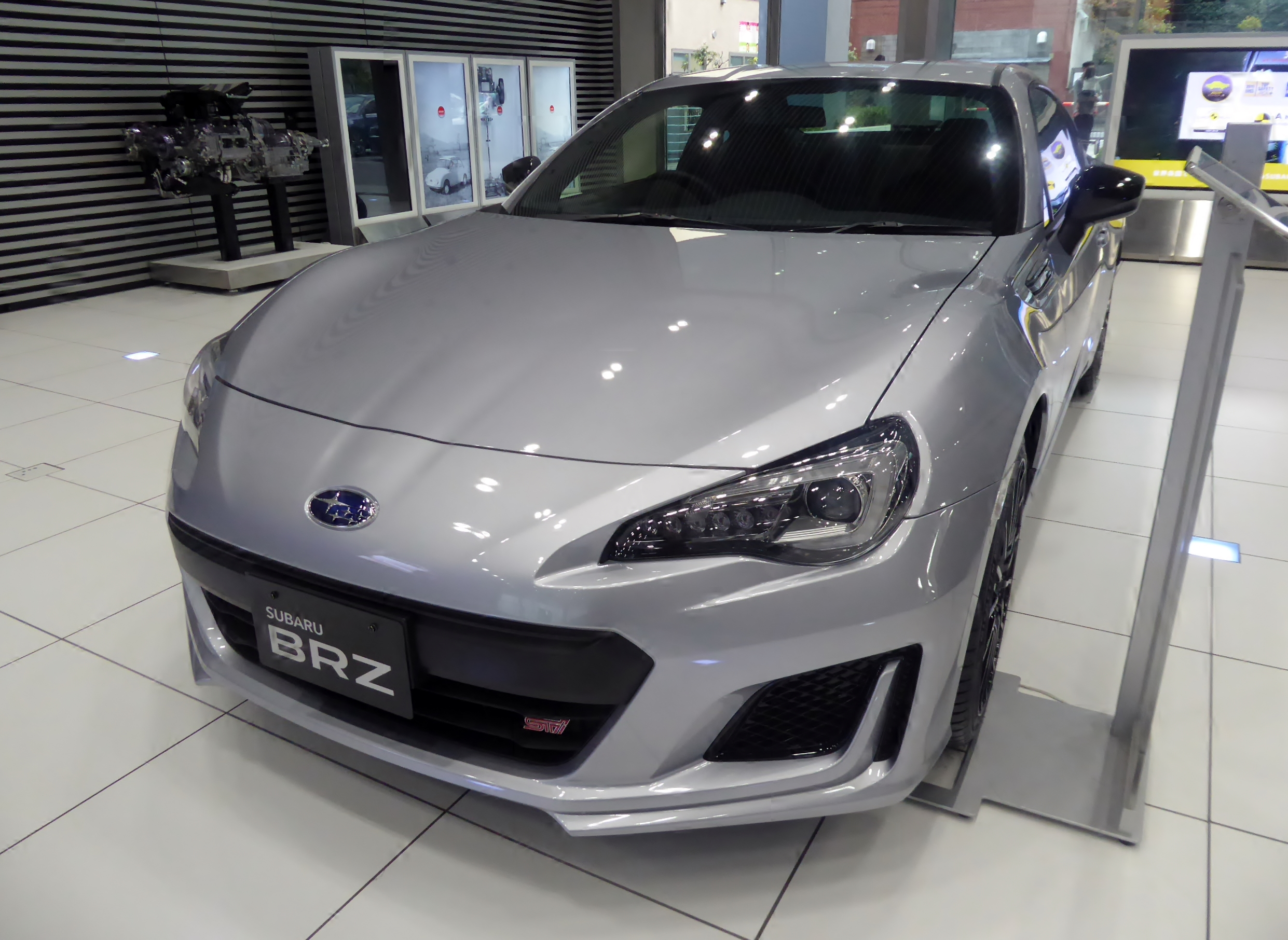
BRZ STI Sport

tS（2013）
2013年発売。500台限定。カーボン製リアスポイラー（STIロゴ入り）を採用した「GT PACKAGE」を250台限定で発売。
tS（2015）
2015年発売。300台限定。ボディカラーに「サンライズイエロー」を100台限定で発売。
STI Sport
2017年10月25日発表。「STI Sport」第2弾。「GT」をベースにカタロググレードに追加。レヴォーグ STI Sportと同じく、ボルドー調本革シート等の専用の装備を追加。ボディカラーに「クールグレー・カーキ」を採用した特別仕様車「クールグレー・カーキ Edition」を100台限定で販売。上記のS208と同じく抽選販売となった。6MTのみの設定。

### レヴォーグ

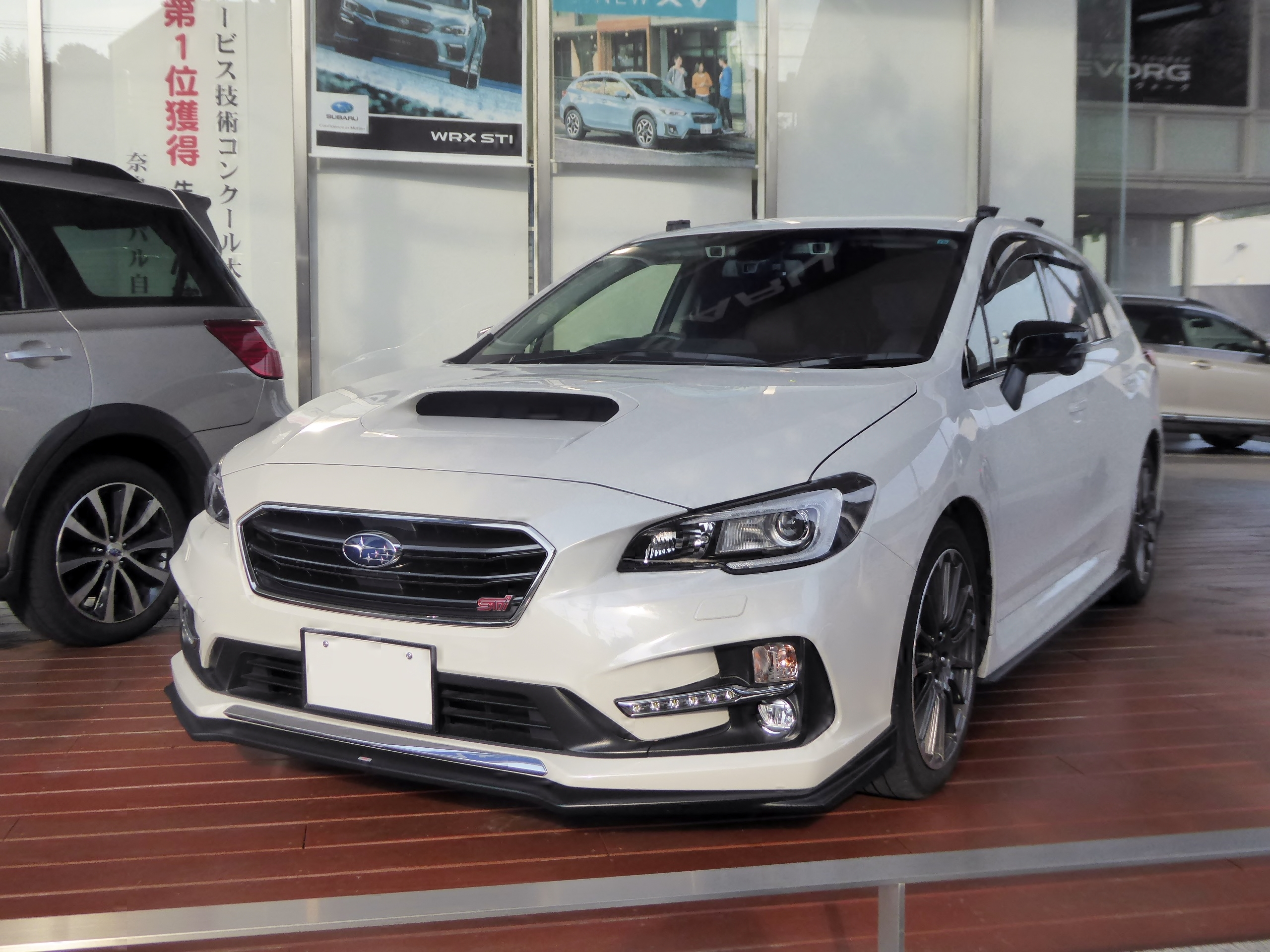
レヴォーグ STI Sport

STI Sport（初代）
2016年7月発売。年次改良（C型）のマイナーチェンジに合わせ、新グレード「1.6 STI Sport EyeSight」「2.0 STI Sport EyeSight」をカタロググレードに追加。ボディカラーに「WRブルー・パール」を設定。標準仕様と同じくリニアトロニックCVTのみの設定。上記のS207と同じく、ビルシュタイン製ダンパー「ダンプマチックII」を採用。
STI Sport（2代目）、STI Sport R、STI Sport R EX
2020年10月15日にSTI Sport、2021年11月25日にSTI Sport R、STI Sport R EX発売。上記のWRX S4 STI Sport R同様、ボルドー調本革シート等の専用の装備を追加。減衰力を走りに合わせて制御するZF製の電子制御可変ダンパーを採用。ドライブモードセレクトは「Sport」「Sport+」「Normal」「Comfort」、各デバイスの設定をカスタマイズできる「Individual」の5モードが設定される。またSTI Sport R、STI Sport R EXにはFA24Fエンジンが搭載される。

### XV

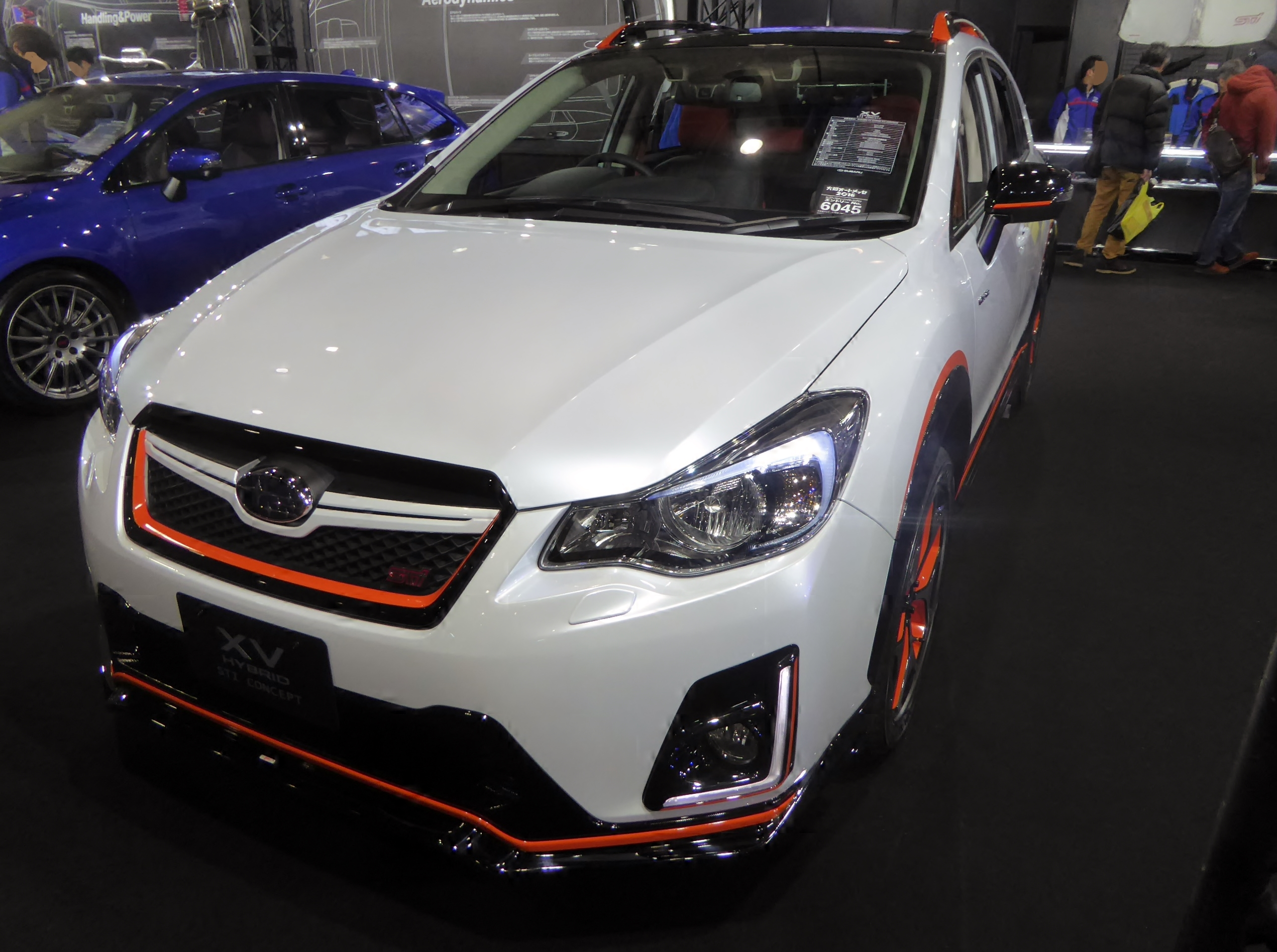
XV HYBRID tS

HYBRID tS
2016年10月25日発売。「XV HYBRID」がベース。ボディカラーは「クリスタルホワイト・パール」「クリスタルブラック・シリカ」「ハイパーブルー」の3色のみの設定。2017年1月22日をもって受注受付終了。

## レース車両
- WRX STI

WRXをベースにしたレース専用車。